# لازار سامارزیچ
لازار سامارزیچ (سیریلیک صربی: Лазар Самарџић؛ زادهٔ ۲۴ فوریهٔ ۲۰۰۲) بازیکن فوتبال اهل صربستان است که برای باشگاه آتالانتا بازی می کند.